# Slobozia Corni
Slobozia Corni – wieś w Rumunii, w okręgu Gałacz, w gminie Ghidigeni. W 2011 roku liczyła 698 mieszkańców.